# Benedetto De Angelis
Benedetto De Angelis (Roma, 21 novembre 1929) è un ex calciatore e allenatore di calcio italiano, di ruolo centrocampista.

## Carriera
Ha disputato 7 stagioni in Serie A con le maglie di Genoa (6 campionati dal 1953 al 1959) e Milan (campionato 1959-1960), per complessive 142 presenze e 4 reti in massima serie. Ha inoltre totalizzato 61 presenze ed una rete in Serie B giocando nelle file di Cremonese, Venezia, Mantova (con cui ottiene la promozione in A nella stagione 1960-1961) e Alessandria.
Da allenatore ha guidato l'Alatri, le giovanili della Roma, il Frosinone, il Fiuggi ed il Chievo.